# Carl Ludloff
Carl Ludloff (* 18. November 1842 in Sondershausen; † nach 1924) war ein deutsch-amerikanischer Kaufmann und Bienenzüchter.

## Leben

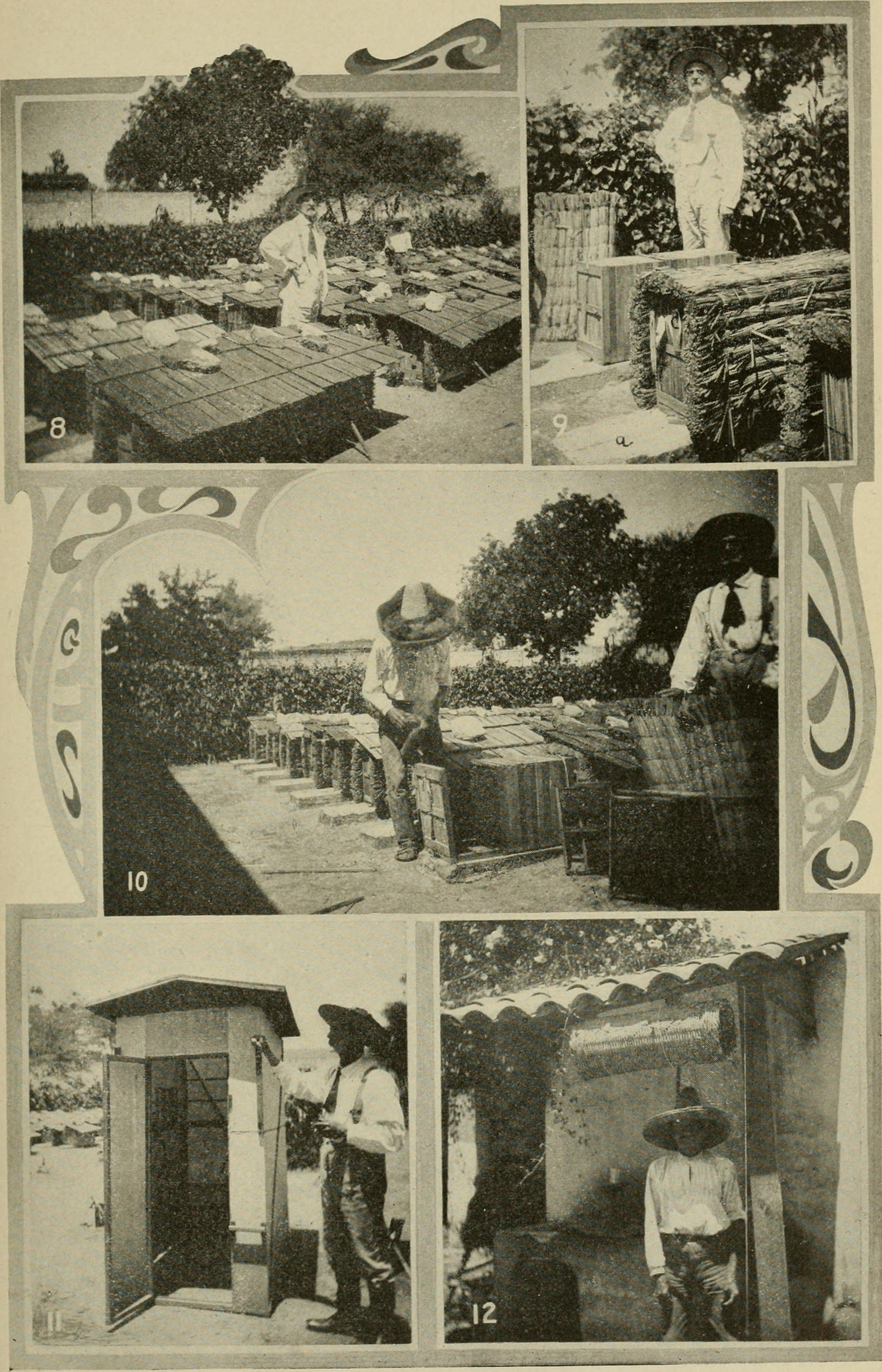
Carl Ludloffs Bienenstock, Patent 1904

Carl Ludloff war der Sohn von Friedrich Carl Ludloff (1808–1878) und der Bruder von Max Ludloff. Er besuchte die Realschule Sondershausen und wurde anschließend Landwirtschaftslehrling bei Oberamtmann Johann Carl Ernst Rudolf Beyer in Sondershausen.
Anschließend war er erst in Prag, von ca. 1863 bis ca. 1868 in Wien und dann in Dallwitz als Kaufmann tätig. Er arbeitete zeitweise für seinen Bruder Max als Buchhalter in der Steingutfabrik Dallwitz.
Er wanderte nach Amerika aus, durchreiste das gesamte Land einschließlich Kanada und ließ sich in Irapuato, Mexiko nieder.
In Mexiko widmete er sich der Bienenzucht, erfand einen Bienenstock und war Redakteur einer spanisch-englischen Bienenzeitung.
1904 ließ er sich den Bienenstock „Simplex Hive“ patentieren. Ein Bericht über die neue „Bienenwohnung“ ist in Gleanings in Bee Culture zu finden. Sein Patent wurde auch 1952 von einem anderen Patent aufgegriffen.
Seine Arbeit im Bereich der Bienenzucht wurde mehrfach zitiert.
Carl Ludloff war verheiratet und starb kinderlos.

## Trivia
Rudolf Beyer war der Ehemann von Carl Ludloffs Cousine Thekla Hermine Auguste Ludloff, älteste Tochter von Julius Christian Louis Ludloff.
Im Staatsarchiv Hamburg lässt sich anhand der Hamburger Passagierlisten 1850–1934 feststellen, dass Carl Ludloff per Schiff am 15. März 1871 von Hamburg nach New York (Ankunft am 28. März 1871) reiste.

## Veröffentlichung
- Carl Ludloff: A Treatise on Practical Beekeeping. 1904